# Der Seewolf (1971)
Der Seewolf ist ein auf dem gleichnamigen Roman des amerikanischen Schriftstellers Jack London beruhender Abenteuervierteiler aus dem Jahr 1971. Er wurde unter Federführung von Walter Ulbrich von Tele München und Studio Bukarest im Auftrag des deutschen Fernsehsenders ZDF und des französischen Fernsehsenders ORTF produziert.
In den Hauptrollen spielten Raimund Harmstorf (Wolf Larsen, der Seewolf) und Edward Meeks (Humphrey van Weyden). Für den damals 31-jährigen Harmstorf war der Mehrteiler der Durchbruch im Filmgeschäft.

## Handlung
Der Schriftsteller Humphrey van Weyden geht 1906 bei einer Schiffskollision in der Bucht von San Francisco über Bord und wird vom Schoner Ghost unter dem brutalen und mit fast übermenschlicher Kraft ausgestatteten Kapitän Wolf Larsen, dem Seewolf, gerettet. Statt ihn an Land zu bringen, zwingt Larsen den Schiffbrüchigen, mit auf Robbenjagd zu kommen, da gerade ein weiterer Mann benötigt wird. Nun ist van Weyden, der in einer wohlhabenden Familie aufgewachsen ist, ebenso wie die Mannschaft hilflos den Schikanen Larsens ausgesetzt. Zunächst wird er dem groben Smut Mugridge als Küchenhilfe zugeteilt, dessen Demütigungen er zusätzlich ertragen muss. Als sich van Weyden eine Verletzung am Knie zuzieht und für geraume Zeit humpelt, erhält er den Spitznamen Hump.
Als van Weyden die Kajüte des Kapitäns aufräumt, dämmert ihm, dass Larsen sein Jugendfreund Frisco Kid ist. Der ohne Zugang zur Bildung in den Slums von San Francisco aufgewachsene Frisco Kid, den van Weyden durch Zufall kennenlernte, zeigte bereits damals als Miteigner eines kleinen Schiffes und Ganove den Ehrgeiz, sich aus seiner Armut emporzuarbeiten. Indem er ein Lexikon, das Hump nun in Händen hält, verbissen studierte, wollte er sich die Bildung aneignen, die er als Ausweg aus der Armut begriffen hatte. Hump ist sich nicht sicher, ob Larsen ihn wiedererkennt, und gibt sich nicht zu erkennen.
Als der Steuermann ausfällt, wird Hump trotz fehlender Kenntnisse von Larsen zwangsweise zum Steuermann befördert und muss sich ein Grundwissen der Navigation aneignen. Der rücksichtslose Larsen, der sich mit Hilfe seiner körperlichen Überlegenheit regelmäßig Respekt verschafft, hat auch eine intelligente, belesene Seite. So sinniert er zum Beispiel über Paradise Lost von John Milton: „… ist schon den Ehrgeiz wert, auch in der Hölle, dort lieber Herrscher als im Himmel Knecht.“ Durch den Zwiespalt zwischen Larsens brutal-amoralischer Weltsicht und intellektueller Ambition erscheint Larsen in van Weydens Augen zunehmend rätselhaft und ambivalent. Die Brutalität des Seewolfs gipfelt darin, dass er zwei renitente Matrosen nach einem missglückten Fluchtversuch nicht wieder an Bord nimmt, sondern sie dem Meer überlässt und so ihren Tod billigend in Kauf nimmt.
Kurz zuvor hat die Ghost ein Boot mit Schiffbrüchigen aufgenommen, darunter die Lektorin Maud Brewster, die mit van Weyden beruflich bekannt ist. Larsen handelt zunehmend erratisch und lässt Mugridge, den Smut, aus nichtigem Anlass an ein Seil binden und hinter dem Schiff herziehen, bis er bei einem Haiangriff ein Bein verliert und beinahe getötet wird. Bei einer Begegnung mit dem Robbendampfer Macedonia nimmt Larsen dessen Mannschaft kurzerhand gefangen und fordert deren Beute für sich. Schließlich versucht er, Brewster zu vergewaltigen, erleidet dabei aber unvermittelt einen Schwächeanfall.
Van Weyden und Brewster beschließen die Flucht im offenen Boot nach Japan. Nach mehreren Tagen sichten sie eine Insel, doch bei der Landung an der Klippenküste kommt Maud offensichtlich um, nachdem van Weyden gegen die Bootswand geschleudert und ohnmächtig wird. Er erwacht in Gesellschaft Larsens, der von den Leuten der Ghost und der Macedonia überwältigt und ausgesetzt wurde. Beide versuchen zunächst gemeinsam, die einzige Siedlung auf der Insel zu erreichen, doch nachdem sich van Weyden am Fuß verletzt, lässt Larsen ihn zurück. Van Weyden muss sich, verfolgt von einem Wolf, mehrere Tage allein durch die Tundra schlagen, ehe er schließlich am Ende seiner Kräfte die Küste erreicht und von einem Robbenfänger gerettet wird.
Einige Jahre später führt van Weyden einen eigenen Schoner, die Kittiwake. Durch die vorangegangenen Ereignisse kam er mit seinem bürgerlichen Leben an Land nicht mehr klar und ist nun sein eigener Chef. Er fährt Fracht zwischen Papeete und dem Korallenmeer und wird auf einer Südseeinsel von der Vergangenheit eingeholt. Bei einem Zwischenstopp findet er einen Schrumpfkopf, den er als den des Schiffskochs Mugridge identifiziert, und schnell kommt er zur Überzeugung, dass Larsen lebt. Auf einer Insel trifft er einen zwielichtigen Perlentaucher, den er mit Larsen in Verbindung bringt. Als er nach einigen Abenteuern am Strand das Wrack der Ghost entdeckt, findet er dort den vollständig erblindeten Larsen vor, der nach einem Sturz und einem kurzen Handgemenge mit van Weyden an seiner Krankheit stirbt. Der Perlentaucher erscheint auf dem Schiff und will etwas von Larsen, doch van Weyden gelingt es, ihn mit einem Schuss zu töten. Van Weyden versenkt den Körper Larsens im Meer. In der letzten Szene sieht man die Kittiwake als kleines Schiff auf dem riesigen Meer.

## Unterschiede zur Romanvorlage
Der letzte Teil des Vierteilers, und damit das Ende, weicht erheblich vom Roman ab und hat bis auf den Tod Larsens wegen eines Hirntumors wenig mit der Vorlage zu tun.
- Im Roman überlebt Maud Brewster. Nachdem sie und van Weyden gestrandet sind, strandet auch die Ghost, die bis auf Larsen verlassen ist. Van Weyden und Brewster kümmern sich aus Mitleid um den sterbenskranken Larsen, der sich anfangs dagegen wehrt, letztendlich aber, fast vollständig gelähmt, keine Wahl mehr hat. Nachdem es van Weyden gelungen ist, die Ghost wieder seetüchtig zu machen, stirbt Larsen während eines schweren Sturms.
- Die Jugenderinnerungen van Weydens sind nicht Teil des Romans. Dort sind er und Larsen einander nie vorher begegnet.
- Im Film fährt die Ghost durch viele südliche Gebiete, während sie sich im Roman fast ausschließlich in nördlichen Robbenfanggebieten aufhält.
- Tod Larsen, der Bruder Wolf Larsens, wird im Film nicht erwähnt. Die unerbittliche Feindschaft der beiden Brüder zieht sich als roter Faden durch den Roman. Tod ist es auch, der letztendlich die Besatzung der Ghost auf offener See anheuert und damit Wolf Larsen und sein Schiff dem Schicksal überlässt.

Neben dem Roman Der Seewolf bezieht der Film auch Motive der Jack-London-Romane Die Kreuzfahrt der Dazzler (The Cruise of the Dazzler), König Alkohol (John Barleycorn), Abenteurer des Schienenstranges (The Road), Liebe zum Leben (Love of Life), Südseegeschichten (South-Sea Tales) und Ein Sohn der Sonne (A Son of the Sun) ein.

## Synchronisation
Die deutsche Synchronisation wurde 1971 vom Aventin-Studio erstellt. Neben dieser Fassung existiert noch eine weitere deutsche Synchronfassung, die in der DDR vom DEFA-Studio für Synchronisation erstellt wurde und auf der zweiteiligen rumänischen Fassung beruht. Die Dialoge stammen von Wolfgang Kellner, Dialogregie führte Wolfgang Thal.
| Rolle                            | Darsteller         | Synchronstimme    | Synchronstimme DEFA  |
| -------------------------------- | ------------------ | ----------------- | -------------------- |
| Humphrey van Weyden              | Edward Meeks       | Reinhard Glemnitz | Klaus Piontek        |
| Wolf Larsen                      | Raimund Harmstorf  | Kurt E. Ludwig    | Jürgen Frohriep      |
| Thomas Mugridge                  | Emmerich Schäffer  | Horst Raspe       | Helmut Müller-Lankow |
| George Leach                     | Peter Kock         | Manfred Seipold   | Reinhard Kuhnert     |
| Johnson                          | Sandu Popa         | Thomas Piper      | Jürgen Kluckert      |
| Louis                            | Boris Ciornei      | Gerhard Geisler   | Kurt Böwe            |
| Oofty-Oofty                      | Omar Islau         | Norbert Gastell   | Lothar Schellhorn    |
| Humphrey „Joe“ van Weyden        | Franz Seidenschwan | David Friedmann   | ?                    |
| Frisco Kid                       | Dieter Schidor     | ?                 | Michael Narloch      |
| Mr. van Weyden                   | Septimiu Sever     | Paul Klinger      | ?                    |
| Mrs. van Weyden                  | Sanda Toma         | ?                 | ?                    |
| Bessy van Weyden                 | Lucia Ocrain       | ?                 | ?                    |
| Maud Brewster                    | Béatrice Cardon    | Helga Trümper     | Helga Sasse          |
| Aloysius Pankburn                | Willi Kowalj       | Thomas Piper      | Joachim Siebenschuh  |
| Kapitän Raffy alias Swithin Hall | Sergiu Nicolaescu  | Günther Ungeheuer | Werner Ehrlicher     |
| Lavina                           | Lydia Tomescu      | Karin Kernke      | Gisela Büttner       |
| Carlson                          | H. Pomarius        | Niels Clausnitzer | Gerhard Paul         |
| Latimer                          | ?                  | Thomas Braut      | Horst Kempe          |
| Standish                         | ?                  | Wolfgang Stumpf   | Lothar Schellhorn    |
| Frau Raffy                       | Dana Comnea        | ?                 | Renate Rennhack      |
| Pete                             | Colea Răutu        | ?                 | Horst Kempe          |
| Albright                         | H. Czeck           | ?                 | ?                    |
| Koho                             | J. Tătaru          | ?                 | ?                    |
| Erzähler                         | –                  | Erich Ebert       | ?                    |

## Produktion
- Die Dreharbeiten erstreckten sich über einen Zeitraum von vier Monaten in den Jahren 1969 und 1970.[5] Die Außenaufnahmen fanden überwiegend in Rumänien statt, die Schiffsszenen auf dem Schwarzen Meer und im Hafen von Constanța, die Hoboszenen in der Nähe von Snagov, die Szenen im Hafenviertel von San Francisco in Brăila (Walachei) und die Innenaufnahmen und die Szene mit der Polizeiwache in Buftea (Kreis Ilfov). Die Aufnahmen der Szenen auf der tundraartigen Jackson-Insel und mit Humphrey und Maud im Boot im dritten Teil wurden vorher, ab Mai 1970, in Schweden gedreht. Die Mitarbeit von Sergiu Nicolaescu (als Serge Nicolaescu im Abspann erwähnt) bei der Regie beschränkt sich auf den vierten Teil, in dem er auch mitspielt.
- Bei der Ghost handelte es sich um den rumänischen Motorschoner Speranța, der Anfang 1970 für die Dreharbeiten aus dem Umbau des 90-Tonnen-Fischereischiffs Jirlău in Brăila entstanden war. Die Speranța wurde anschließend für andere Filmproduktionen genutzt und konnte wahlweise als Gaffelschoner, Brigantine oder Brigg getakelt werden. Im Vierteiler Zwei Jahre Ferien ist sie als Brigantine Sloughi zu sehen. Das Schiff wurde 1983 in Rumänien verschrottet, nachdem es im Winter 1980 in Constanța gesunken war.
- Edward Meeks wurde von Reinhard Glemnitz synchronisiert. Auch Raimund Harmstorfs Originalstimme ist in der Serie nicht zu hören; er wurde synchronisiert von Kurt E. Ludwig. Erzähler der Zusammenfassungen zu Beginn der einzelnen Folgen ist Erich Ebert.
- Bei der bekannten Szene, in der Raimund Harmstorf mit der bloßen Hand eine angeblich rohe Kartoffel zerquetscht, handelt es sich um einen Trick: Die Kartoffel war leicht vorgekocht.

## Veröffentlichungen

### ZDF
- Teil 1 (5. Dezember 1971): Ein seltsames Schiff (88 Min.)
- Teil 2 (12. Dezember 1971): Kurs auf Uma (96 Min.)
- Teil 3 (19. Dezember 1971): Das Land der kleinen Zweige (88 Min.)
- Teil 4 (26. Dezember 1971): Die Suche nach einer verlorenen Insel (89 Min.)

Im späteren Vorabendprogramm wurden die Folgen auch auf 16 Einzelfolgen aufgeteilt gesendet.

### TV-Neufassung 2020
2020 wurde eine weitere TV-Fassung angefertigt. Hierbei handelt es sich um eine von sechs Stunden auf 120 Minuten gekürzte Version; es wurden beispielsweise die Jugenderinnerungen van Weydens entfernt. 
Diese Version wurde anlässlich des 50. Jubiläums des Originalfilms ausgestrahlt:
- Im Pay-TV bei Kabel Eins Classics: Ab dem 15. August 2021[6]
- Im Free-TV bei ZDFneo: 5. Dezember 2021[7]

### DDR-Fernsehen
Das DDR-Fernsehen erstellte aus dem Sendematerial des ZDF acht Einzelfolgen.
- Teil 1: Ein seltsames Schiff
- Teil 2: Ein Spiel Karten
- Teil 3: Frisco Kid
- Teil 4: Kurs auf Uma
- Teil 5: Frau an Bord
- Teil 6: Land der kleinen Zweige
- Teil 7: Kurs Südsee
- Teil 8: Die Suche nach einer verlorenen Insel

### Kinofassungen
Nachdem sich der Vierteiler als großer Erfolg entpuppt hatte, brachte man 1972 eine auf 96 Minuten geschnittene Fassung in die bundesdeutschen Kinos, die aber nur Wert auf die Actionmomente legte und bei Zuschauern und Kritikern durchfiel.
1973 synchronisierte die DEFA die zweiteilige rumänische Spielfilmfassung für eine Kinoauswertung in der DDR. Die beiden Teile liefen unter den Titeln Der Seewolf (Originaltitel: Lupul Mărilor; Länge: 78 Min., DDR-Premiere: 23. Dezember 1973) und Die Rache (Originaltitel: Răzbunarea, Länge: 73 Min., DDR-Premiere: 1. Februar 1974). Diese Fassung unterscheidet sich erheblich von der ZDF-Version und dem westdeutschen Kinofilm. Die Sprache ist wesentlich härter und Larsen wirkt deutlich brutaler als in der eher als Familienunterhaltung gedachten ZDF-Fassung. Die Gedanken van Weydens, der die Handlung beschreibt und kommentiert, sind wesentlich seltener zu hören. Im Gegensatz zur westdeutschen Kinoversion legte man hier weniger Wert auf die Actionszenen und beachtete auch die Jugenderinnerungen van Weydens, wenn auch stark verkürzt. Es gibt außerdem Unterschiede in der Chronologie und auch geringe Unterschiede in der Handlung. Beispielsweise sind in dieser Fassung einige zusätzliche und einige alternative Szenen enthalten, die in der ZDF-Fassung fehlen. So gibt es eine Szene, in der Larsen von seinen Plänen berichtet, irgendwann ein Haus auf einer ruhigen Insel errichten zu wollen. In der Szene, in der sich die Wege von Larsen und van Weyden auf dem Land der kleinen Zweige trennen, macht van Weyden Larsen darauf aufmerksam, dass er ihn bereits unter dem Namen Frisco Kid kannte, was diesen aber völlig kaltlässt. Auch gibt es eine alternative Szene, in der Oofty-Oofty nicht von einem Hai getötet, sondern von Larsen erschossen wird. Am Ende wird näher auf die Umstände eingegangen, die dazu beigetragen haben, dass die Ghost gestrandet ist. Die berühmte Szene mit der Kartoffel fehlt in der rumänischen Fassung. Die Filmmusik beinhaltet neben der Originalmusik auch andere Stücke von Hans Posegga und zusätzlich neu geschriebene Stücke vom rumänischen Komponisten Tiberiu Olah.

### Tonträger
- Der Seewolf – Ungekürzte Urfassung des Soundtracks der erfolgreichsten Fernsehserie des ZDF, 1 CD, MSC Records MSC 4990 (Deutschland)
- Abenteuer-Klassiker – Originalmusik aus den legendären TV-Vierteilern, 2 CDs, BSC Music/Cine Soundz Prudence 398.6619.2 (Deutschland 2001)

### DVD und Blu-ray
- Der Seewolf (2 DVDs), Eurovideo 2004
- Der Seewolf (2 DVDs, digital remastered), Concorde Home Entertainment 2006
- Der Seewolf (2 Blu-Rays, HD-Veröffentlichung), Concorde Home Entertainment Oktober 2012